# Nicolas Reynaud (cyclisme)
Pour le général français, voir Nicolas Reynaud. Pour les autres homonymes, voir Reynaud.
Nicolas Reynaud (né le 22 avril 1977 à Valence) est un coureur cycliste français. Professionnel entre 1999 et 2005, il a évolué au sein des équipes Festina et RAGT Semences. Il a notamment remporté une étape du Tour de la Région wallonne.

## Palmarès sur route
- 1998
  - Grand Prix du Faucigny
  - 2e du Circuit des Communes de la Vallée du Bédat
- 1999
  - 4e étape de la Ronde de l'Isard
  - 2e du Grand Prix de Charvieu-Chavagneux
- 2002
  - 4eb étape du Tour de Catalogne de l'Avenir
  - Grand Prix de Pernes[3]
  - 2e du Grand Prix de Vougy
  - 2e du Circuit boussaquin
  - 2e du Grand Prix Christian Fenioux
  - 2e du championnat de Provence sur route
  - 3e du Grand Prix d'Antibes
  - 3e du Grand Prix de Cours-la-Ville
- 2003
  - 2e du Trophée des Alpes de la Mer
  - 3e du Grand Prix de Charvieu-Chavagneux
  - 3e de Paris-Auxerre
- 2004
  - 3e étape du Tour de la Région wallonne
- 2006
  - 2e étape du Tour Alsace
  - 2e du Tour de la Dordogne
  - 3e du Tour de Gironde
  - 3e du Tour Alsace

## Palmarès sur piste
- 2003
  -  Champion de France de l'américaine (avec Jérôme Neuville)
  - 3e du championnat de France de la course aux points
- 2005
  - 3e du championnat de France de la course aux points